# エルコ郡 (ネバダ州)
座標: 北緯41度08分 西経115度21分 / 北緯41.13度 西経115.35度
エルコ郡（英: Elko County）は、アメリカ合衆国ネバダ州の郡である。人口は5万3702人（2020年）。郡庁所在地はエルコである。エルコ郡はその面積で大陸アメリカ合衆国（アラスカ州を除く）では4番目に大きな郡である。
エルコ郡はエルコ小都市圏に属している。

## 歴史
エルコ郡は1869年にランダー郡の一部から創設された。郡名はショショーニ族インディアンの言葉で「白い女性」を意味するものから取られた。

## 地理
アメリカ合衆国国勢調査局に拠れば、郡域全面積は17,203平方マイル (44,556 km2)であり、このうち陸地は17,179平方マイル (44,494 km2)、水域は24平方マイル (62 km2)で水域率は0.10%である。アラスカ州の4郡を除いて、大陸アメリカ合衆国の郡では4番目の面積である。（第1位はカリフォルニア州サンバーナーディーノ郡、第2位はアリゾナ州ココニノ郡、第3位はネバダ州ナイ郡）。標高はグレートソルトレイク砂漠塩原の縁で約1,310メートル、ルビー山脈の3,400メートルと変化している。
郡内には3つの地形相（グレートベースン70%、ペイエット20%、スネーク川平原10%）と4つの流域（ハンボルト川45%、スネーク川上流30%、ネバダ中央砂漠20%、パイロット・サウザンド・スプリングス5%）がある。

### 国立保護地域
- ハンボルト国立の森（部分）
- ルビー湖国立野生生物保護区（部分）

### 隣接する郡
- オワイヒー郡 (アイダホ州) - 北
- カシア郡 (アイダホ州) - 北東
- ツインフォールズ郡 (アイダホ州) - 北東
- トゥーイル郡 (ユタ州) - 東
- ボックスエルダー郡 (ユタ州) - 東
- ホワイトパイン郡 - 南
- ランダー郡 - 南西
- ユーレカ郡 - 南西
- ハンボルト郡 - 西

## 人口動態
以下は2000年国勢調査による人口統計データである。
| 基礎データ - 人口: 45,291人 - 世帯数: 15,638 世帯 - 家族数: 11,493 家族 - 人口密度: 1人/km2（3人/mi2） - 住居数: 18,456軒 - 住居密度: 0軒/km5（1/mi2） 人種別人口構成 - 白人: 82.04% - アフリカン・アメリカン: 0.59% - ネイティブ・アメリカン: 5.30% - アジア人: 0.68% - 太平洋諸島系: 0.11% - その他の人種: 8.50% - 混血: 2.78% - ヒスパニック・ラテン系: 19.73% 年齢別人口構成 - 18歳未満: 32.5% - 18-24歳: 8.8% - 25-44歳: 31.5% - 45-64歳: 21.3% - 65歳以上: 5.9% - 年齢の中央値: 31歳 - 性比（女性100人あたり男性の人口） - 総人口: 108.8 - 18歳以上: 109.4 | 世帯と家族（対世帯数） - 18歳未満の子供がいる: 43.0% - 結婚・同居している夫婦: 59.3% - 未婚・離婚・死別女性が世帯主: 8.4% - 非家族世帯: 26.5% - 単身世帯: 20.9% - 65歳以上の老人1人暮らし: 4.8% - 平均構成人数 - 世帯: 2.85人 - 家族: 3.33人 収入と家計 - 収入の中央値 - 世帯: 48,383米ドル - 家族: 52,206米ドル - 性別 - 男性: 41,322米ドル - 女性: 24,653米ドル - 人口1人あたり収入: 18,482米ドル - 貧困線以下 - 対人口: 8.9% - 対家族数: 7.0% - 18歳未満: 9.5% - 65歳以上: 7.6% |

## 政府と政治
エルコ郡は高度に保守的な地域である。郡役人12人のうち11人は共和党に登録しており、民主党登録は1人のみである。2004年アメリカ合衆国大統領選挙では、ジョージ・W・ブッシュが投票数の78%を獲得し、ジョン・ケリーは僅か20%しか取れなかった。2006年の中間選挙時に元大統領のジミー・カーターと当時現職のジョージ・W・ブッシュがエルコ市を訪問した。これは大統領がエルコ郡を訪れた最初の機会ではなかった。1901年にウィリアム・マッキンリー大統領が来訪し、1932年にはハーバート・フーヴァー大統領がエルコに停まった鉄道客車から大統領として最後の選挙放送を行った。1938年にフランクリン・ルーズベルト大統領はその地方遊説中にカーリンで演説した。その他チェイニー副大統領を初め多くの要人がエルコを訪れてきた。

## 主要都市
- エルコ（郡庁所在地）
- ウェスト・ウェンドバー
- カーリン
- ウェルズ